# Figueiredo (sobrenome)
Figueiredo é um apelido de família português de raízes toponímicas.

## Origens
Informam os linhagistas que esta família provém de um cavaleiro de origem Goda de nome Guesto Ansur, nascido na zona de Lafões, no tempo do rei das Astúrias, Mauregato que reinou entre 783 e 788.
Este cavaleiro, conta a história, foi o libertador de algumas donzelas que eram conduzidas pelos mouros para pagamento do tributo anual de cem donzelas nobres  destinadas a concubinas do rei de Córdova, conforme acordo de vassalagem feito com o referido rei Mauregato.
A libertação das donzelas deu-se num pomar de figueiras, também dito "figueiral" ou "figueiredo", onde, o libertador, quebradas as armas, se serviu de um ramo de figueira, à maneira de maça. Este acontecimento levou a que o local passasse a ficar conhecido por Figueiredo das Donas, actual freguesia portuguesa do concelho de Vouzela.
Guesto Ansur, cujo nome por vezes também aparece grafado como Goesto Ansures se enamorou de uma das libertas e de ambos provêm os Figueiredos.
Os linhagistas apontam Ansur Goestis como suposto filho de Goestis Ansures. Este cavaleiro Ansur Goestis vivia no território de Viseu, em 871, com sua mulher, D. Eleva, tendo feito, neste ano, doação de várias rendas e ornamentos ao Mosteiro de Arouca, foi fundado na primeira metade do século X, como um pequeno mosteiro habitado por uma comunidade religiosa sob a invocação de São Bento de Núrsia.  Este casal teria sido pai de Soeiro Ansur e este, pai de Ansur Soares, de quem fala Pedro Afonso, conde de Barcelos, na sua obra o Livro de Linhagens do conde D. Pedro (1340-1344), uma recompilação da genealogia das principais famílias nobres de Portugal inseridas no contexto peninsular e universal , como casado com Dona Maria Viegas de Regalados, filha de Egas Pais de Penagate e de sua mulher, Dona Sancha Mendes de Briteiros.
Ansur Soares e sua mulher, D. Maria Viegas, tiveram Gomes Ansures, que se recebeu com D. Estevainha Pires da Nóbrega, filha de Pedro Ouriques da Nóbrega e de sua mulher, D. Maria Viegas; e deles nasceram: Martim Gomes Ansur, D. Maria Gomes (mulher de Gonçalo ou Geraldo Gonçalves de Atouguia), e D. Teresa Gomes (casada com Gonçalo Gonçalves do Lago).
Martim Gomes Ansures casou-se com D. Teresa Fernandes, filha de Fernão Gonçalves, senhor feudal de Azambuja, e de D. Ouroana Godins, de quem teve: João Martins Ansures (que se recebeu com D. Sancha Gomes), Soeiro Martins de Figueiredo, Senhor que foi de Figueiredo e Estevainha Martins (casada a primeira vez, com Henrique Soares de Barbudo; e, a segunda vez, com Vicente Anes César) .
Soeiro Martins de Figueiredo é o primeiro do apelido, tendo vivido nos reinados de Afonso II de Portugal, de Sancho II de Portugal e de Afonso III de Portugal, sendo que, por volta de 1260,  doou ao Mosteiro de Santa Cruz de Coimbra certas fazendas para aniversários.
Continuam os linhagistas, citando como seu filho Estêvão Soares de Figueiredo e este, como pai de Vasco Esteves e Figueiredo, senhor da Domus fortis e julgado de Figueiredo, sendo que as inquirições do rei D. Dinis I de Portugal a ele fazem alusão.
Estas inquirições deram-se em 1284, nos julgados de Figueiredo, de Sever, de Cambra, de Fermedo e de Cabanões, buscando informações sobre as propriedades, os bens do rei e o que existia nas localidades de uma forma geral, procedendo ao cadastro do Reino, com informações de caráter econômico, administrativo, de índole social ou eclesiástica, passando pela onomástica e toponímia.  São dados como seus filhos: Gil, Lourenço, Afonso e Garcia Vasques de Figueiredo, sendo que estes dois últimos deixaram longa geração, sendo que  a dos dois primeiros ou em breve se extinguiu, ou não houve registro.

## Brasãode Armas
Escudo ibérico, de goles com cinco folhas de figueira de sinopla, nervadas e perfiladas de jalde, postas em sautor. Timbre: dois braços de leão, de goles, passados em aspa, e cada um com uma folha de figueira do escudo, nas garras.

### Pessoas
- João de Figueiredo, esteve no cerco de Arzila, obrando notáveis feitos, pelo que Dom João III lhe acrescentou as armas, por carta de 8 de outubro de 1528.
- José Álvares de Figueiredo, que emigrou ao Brasil, tendo sido fundador da cidade de Boa Esperança. Possuía a patente de Capitão-Mor.
- João Álvares de Figueiredo, que emigrou ao junto com o irmão acima citado. Foi um grande desbravador de terras, sendo considerado fundador da cidade de Ituverava. Seu nome de família era em Portugal "Álvares de Figueiredo", depois adulterado no Brasil para "Alves de Figueiredo". Vindos da região de Viseu, João e José se casaram com duas irmãs da família Vilela, netas de uma das famosas três ilhôas. Deixou enorme descendência tanto no Estado de SP quanto no de MG aonde iniciou e findou sua vida adulta. Seus filhos e netos possuíam nomes muito similares aos do seu irmão José, razão pelo qual sua genealogia é complexa de ser montada. Possuía a patente de Alferes.